# Heteralleucosma insignis
Heteralleucosma insignis är en skalbaggsart som beskrevs av Franz Antoine 1989. Heteralleucosma insignis ingår i släktet Heteralleucosma och familjen Cetoniidae. Inga underarter finns listade i Catalogue of Life.